# سرای غذا

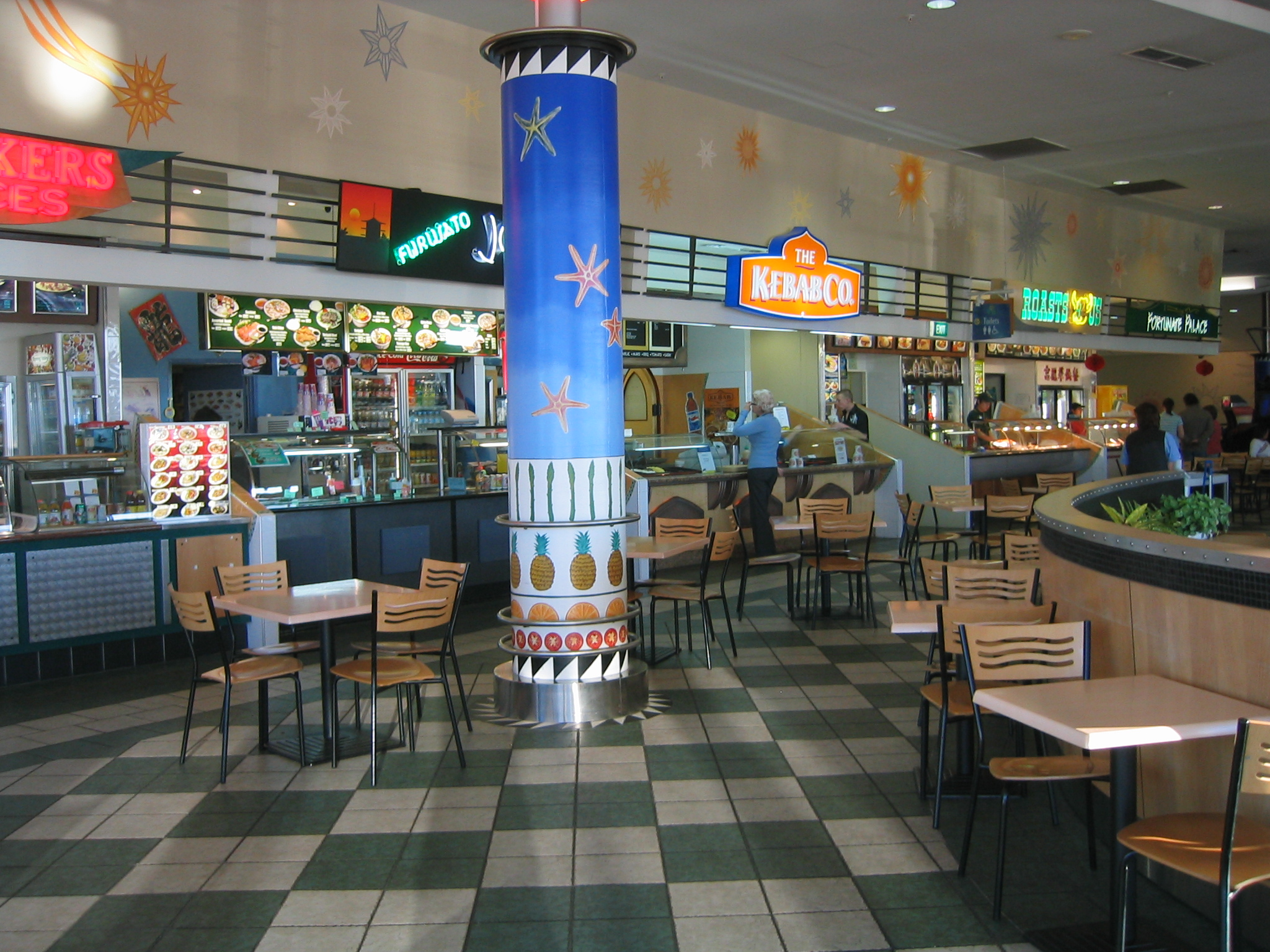
فود کورتی در مرکز خرید ساوث‌ لند بولیوارد (Southlands Boulevarde) در پرت، استرالیا

خوراک‌سرا، سرای غذا یا فود کورت (به انگلیسی: food court) که با نام‌های تالار خوراک (به انگلیسی: food hall) نیز شناخته می‌شود گونه‌ای میدان عمومی در مراکز خرید، فرودگاهها و دیگر ساختمان‌ها است که انواع رستوران‌ها و غذاخوری‌ها به‌طور به‌هم‌پیوسته در گرداگرد صحن آن قرار گرفته‌اند.
در صحن‌های خوراک معمولاً فست‌فود فروخته می‌شود و مشتریان همه غذاخوری‌ها بر روی صندلی‌های میانه صحن می‌نشینند.

## نگارخانه

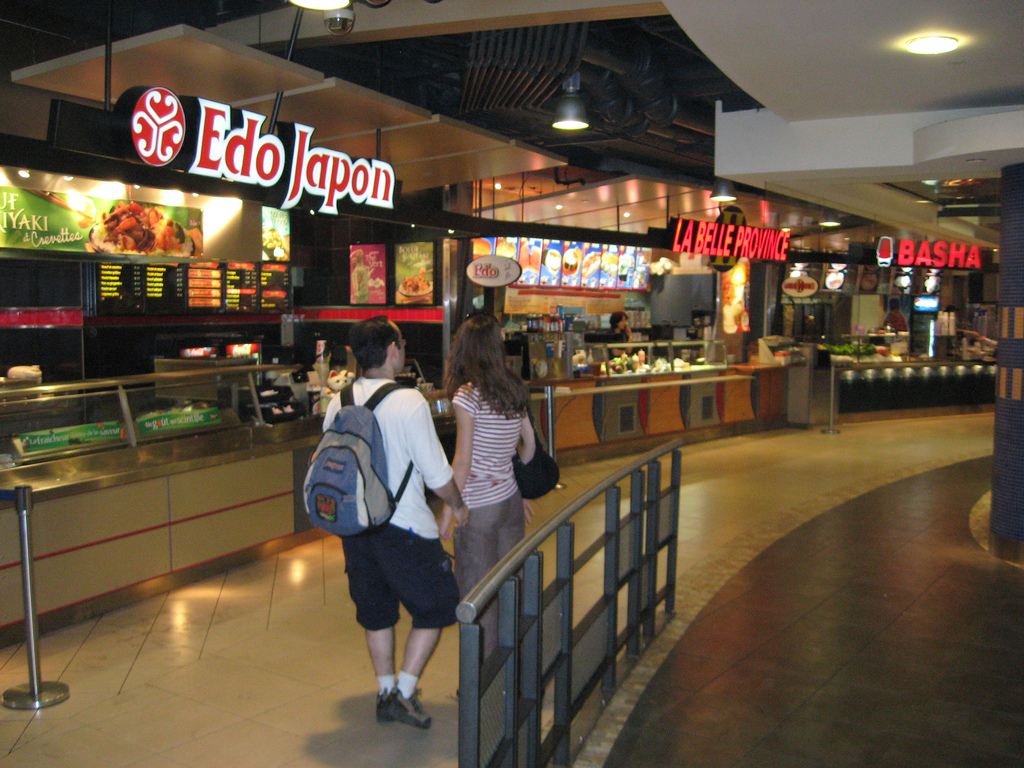
سرای غذا در مرکز خرید ایتون در مونترال
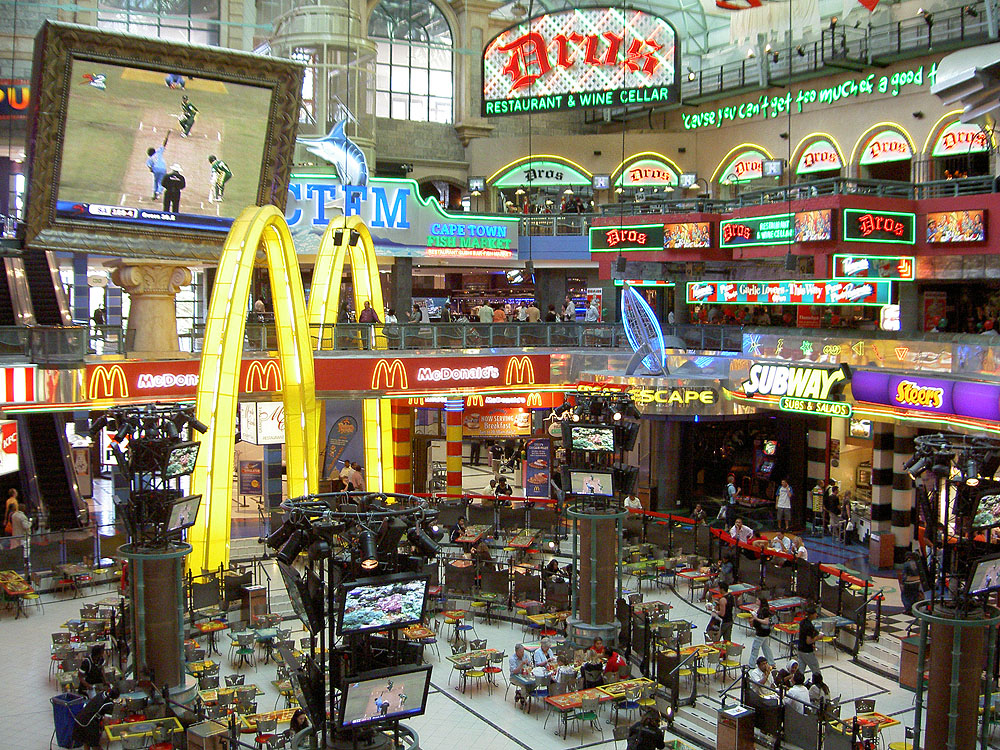
فود کورتی در کیپ‌تاون